# NFL Head Coach
NFL Head Coach ist eine American-Football-Sportsimulation für PCs und Spielkonsolen. Es wurde von der Firma EA Tiburon entwickelt und von EA Sports im Jahr 2006 veröffentlicht. Das Spiel erlaubt dem Spieler, die Position eines Head Coaches einzunehmen und eine Mannschaft zu führen. Auf dem Cover war der damalige Trainer der Pittsburgh Steelers, Bill Cowher, abgebildet.

## Handlung und Spielprinzip
Das Spiel beginnt in der Woche nach dem Super Bowl XL, bei dem die Pittsburgh Steelers die Seattle Seahawks mit 21:10 besiegten. Der Spieler übernimmt die Rolle des ehemaligen Offensive/Defensive Coordinator der Steelers und ist nun bereit sein eigenes Team zu übernehmen. Zuerst führt der Spieler ein Jobinterview, von dem abhängt, welche und wie viele Jobangebote der Spieler bekommt. Eines dieser Angebote wählt der Spieler aus. Der Spieler ist nun Head Coach und General Manager des ausgewählten Teams. Am ersten Tag trifft der Spieler den Teambesitzer, die anderen Trainer und die Spieler seines Teams. Der Spieler kontrolliert nun sein Team durch tägliche Aktivitäten, welche abhängig vom Zeitpunkt in der Saison sind. Er entlässt und stellt Trainer an, führt Vertragsverhandlungen, scoutet, entlässt, drafted Spieler und plant Spiele und Trainings. Während eines Spiels kann der Spieler die Strategie ändern und die Spieler motivieren. Die Karriere endet, wenn der Spieler zurücktritt, wofür es kein festes Alter gibt.

## Rezeption
Das Spiel erhielt überwiegend positive Bewertungen. IGN gab dem Spiel eine Bewertung von 7,2/10, kritisierte jedoch, dass die Grafik nicht so gut sei wie die anderer Footballspiele. GameSpot lobte hingegen die Grafik, kritisierte hingegen das Fehlen eines Mehrspielermodus. GameSpot vergab ebenfalls eine Bewertung von 7,2/10. CNET vergab 3,5 von 5 Sternen, kritisierte, dass der Einfluss während eines Spiels zu gering sei und eine positive Motivation einen Spieler negativ motivieren könne.

## Fortsetzung
Am 26. Februar 2008 verkündete EA Sports, eine Fortsetzung unter dem Titel NFL Head Coach 09 zu veröffentlichen. Diese erschien am 12. August 2008 für die Xbox 360 und die PlayStation 3.